# Synagoge Neuilly-sur-Seine

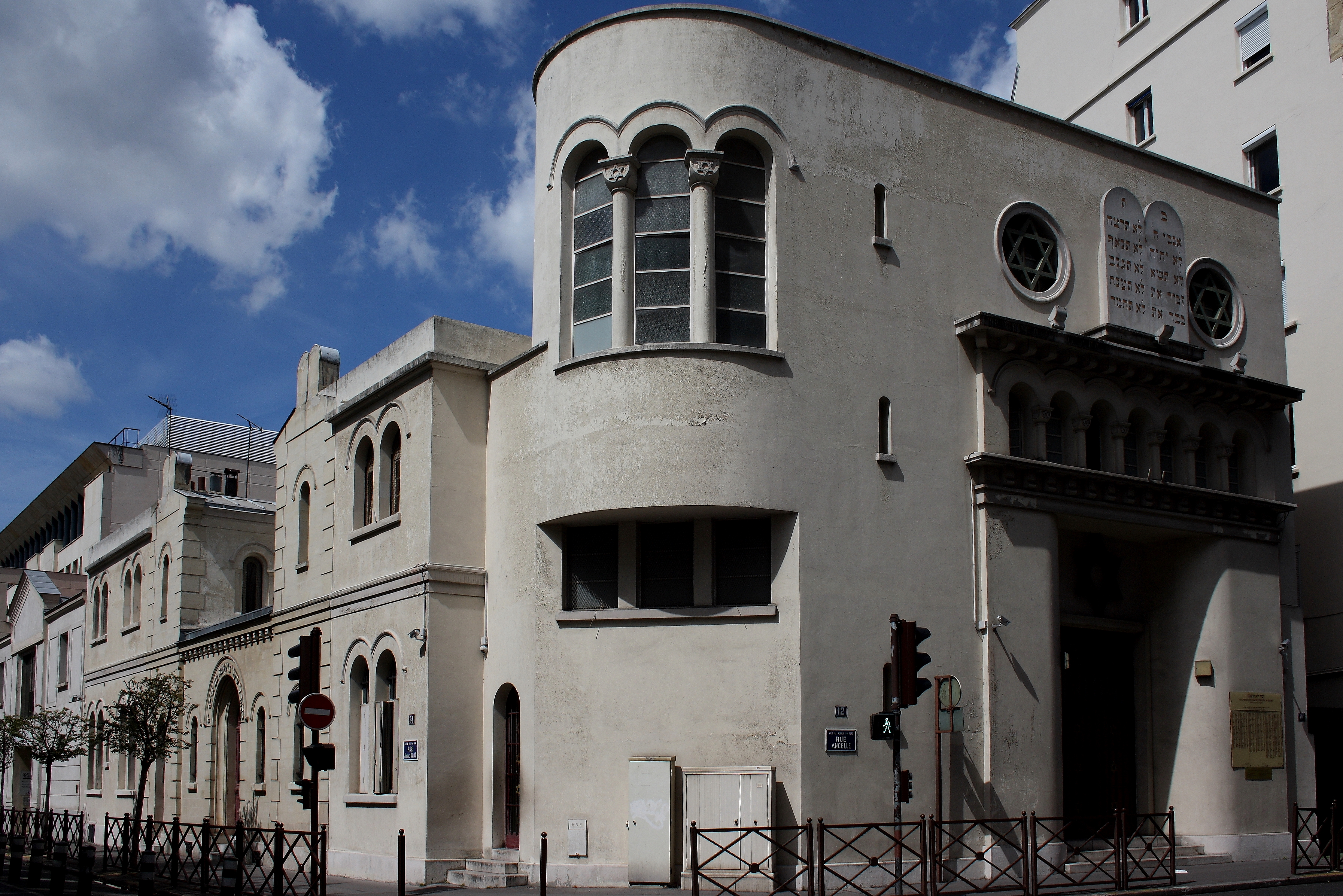
Synagoge von Neuilly-sur-Seine, links der ursprüngliche Eingang in der Rue Jacques Dulud, rechts der heutige Eingang in der Rue Ancelle

Die Synagoge von Neuilly-sur-Seine in der Stadt Neuilly-sur-Seine ist eine Synagoge in der Region Île-de-France und gehört zum Département Hauts-de-Seine, das sich im Westen von Paris anschließt. Sie befindet sich 12, rue Ancelle. Die nächste Métrostation ist Les Sablons an der Linie 1.

## Geschichte

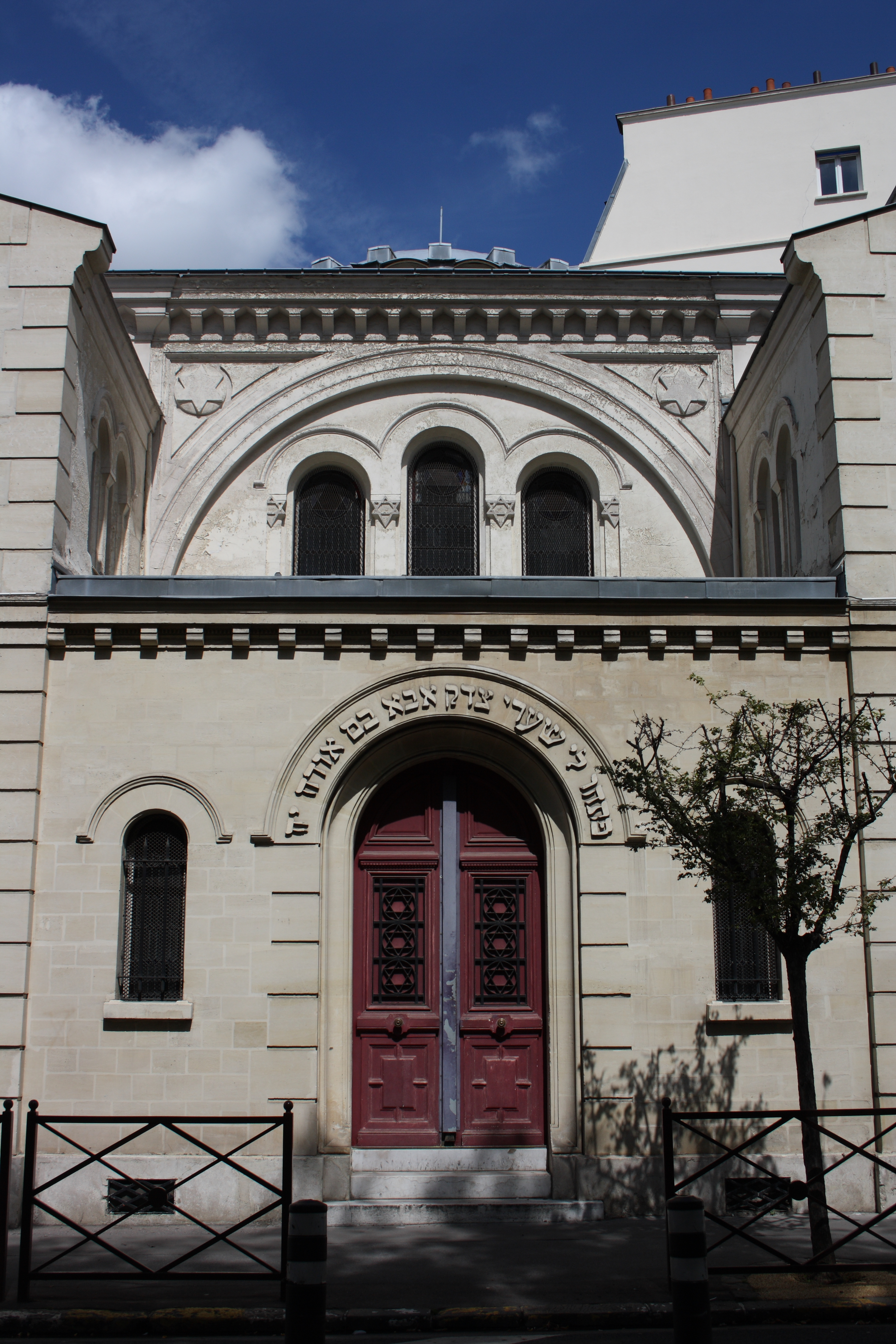
Eingang der alten Synagoge in der Rue Jacques Dulud

Bereits 1872 besaßen die Juden von Neuilly in einem Privathaus (15, rue Louis-Philippe) einen Betsaal. 1875 wurde in Neuilly unter dem aus Lothringen stammenden Vorsitzenden Godechaux Oulry eine rechtlich selbständige jüdische Gemeinde gegründet und der Bau einer Synagoge beschlossen. Als Architekt wurde Émile Ulmann (1844–1902) beauftragt, ein noch junger jüdischer Architekt, der mit dem Prix de Rome ausgezeichnet worden war. Der Bau der Synagoge war sein erster Auftrag. 1878 wurde die Synagoge in der Rue Jacques Dulud eingeweiht. Sie ist die älteste der Pariser Vorortsynagogen.
Der erste Rabbiner von Neuilly war Simon Debré (1854–1939). Er war der Vater des berühmten Kinderarztes Robert Debré und des Architekten Germain Debré und der Großvater von Michel Debré, der von 1959 bis 1962 unter Charles de Gaulle Premierminister war.
In den 1930er Jahren war die jüdische Gemeinde auf 6.000 Personen angewachsen und eine Vergrößerung der Synagoge war notwendig geworden. Die Umbauten wurden unter den Architekten Germain Debré, dem Sohn des Rabbiners Simon Debré, und Julien Hirsch durchgeführt. Am 24. Oktober 1937 wurde die neue Synagoge eingeweiht.
Unter dem Vichy-Regime wurden der Rabbiner Robert Meyers und seine Frau Suzanne, geb. Bauer, 1943 nach Auschwitz deportiert. Eine Gedenktafel erinnert an die Deportation der Juden von Neuilly.

## Architektur

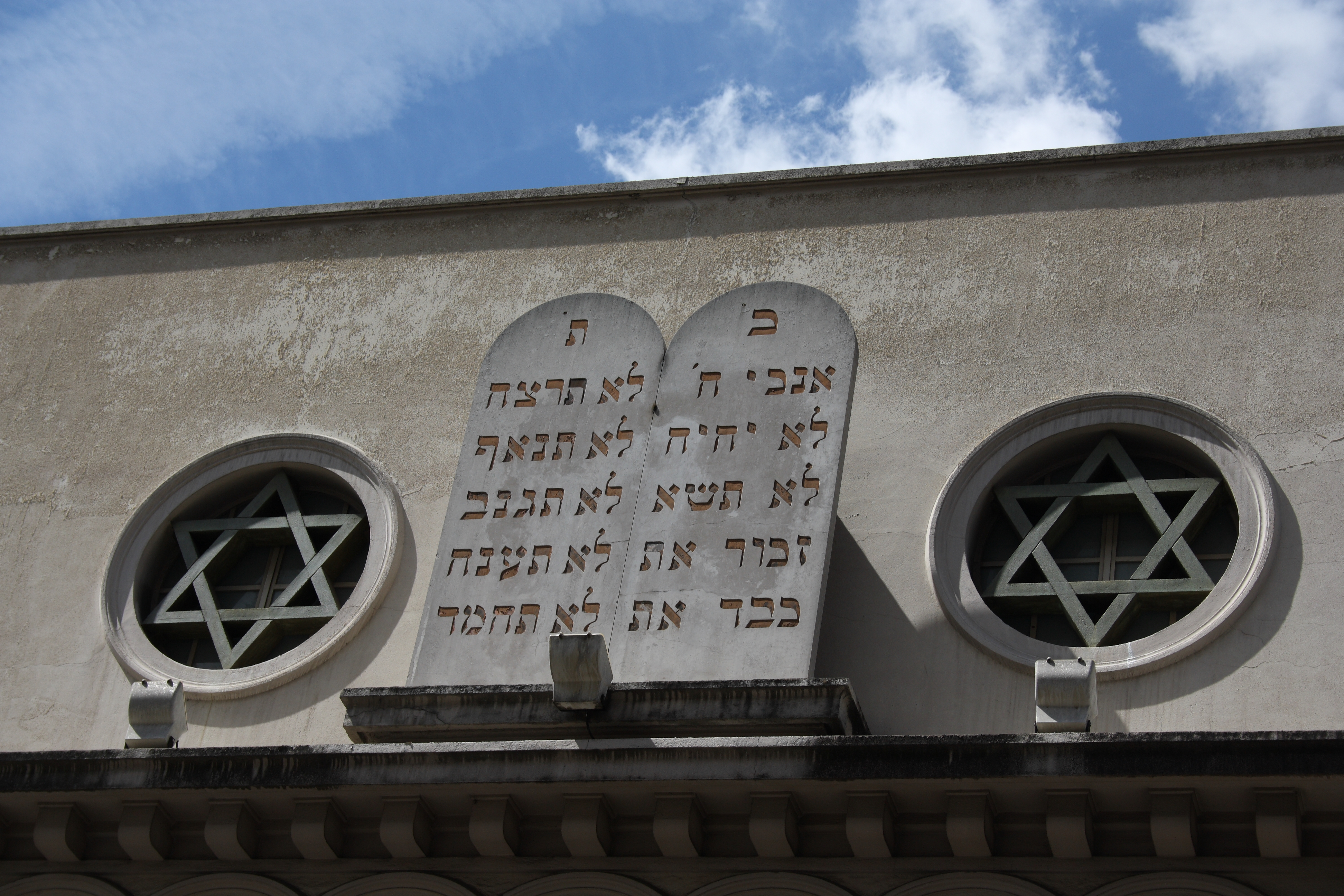
Gesetzestafeln und Davidstern über dem Eingang in der Rue Ancelle

Die Synagoge hatte ursprünglich einen quadratischen Grundriss und der Eingang lag zur Rue Jacques Dulud. Dort stehen noch die beiden Pavillons, die von den Gesetzestafeln bekrönt sind und in deren Mitte sich ein Portal mit der hebräischen Inschrift aus dem Buch der Psalmen (Ps 118,19 ) befindet: Öffnet mir die Tore zur Gerechtigkeit, damit ich eintrete, um Gott zu danken. Das Gebäude wird von einer großen Kuppel überdacht, die von 24 Fenstern durchbrochen ist und noch auf den byzantinisch inspirierten Bau des Architekten Uhlmann zurückgeht. Beim Umbau der Synagoge in den 1930er Jahren wurde der Eingang in die Rue Ancelle verlegt und das Schiff verlängert. Der neue Eingang ist mit einer Reihe von sieben Rundbogenarkaden und zwei Okuli versehen, die den Davidstern umschließen. Der Davidstern ist auch über dem Eingang, über dem die Gesetzestafeln thronen, und auf den Kapitellen der Säulen dargestellt. Der Innenraum ist im Stil der 30er Jahre gestaltet.